# Francesco Lucio
Francesco Lucio   (1628 - Venècia, 1 de setembre de 1658) fou un compositor i organista italià.

## Biografia
Potser natural de Conegliano, en la seva joventut es va traslladar a Venècia, on fou deixeble de Giovanni Antonio Rigatti, professor de cant a l'Hospital dels Incurables. Va romandre a la ciutat de la llacuna durant la resta de la seva vida. El 1645 va esdevenir organista de l'Església de San Martino, càrrec que va ocupar fins a 1652 i sempre des del mateix any ocupat com a organista en alguns convents venecians durant les celebracions de festivitats particulars. El 20 de gener de 1649 va debutar com a compositor d'òpera amb el seu primer drama sobre els versos de Giacinto Andrea Cicognini, L'Orontea; el 25 d'octubre, va tornar a ocupar el seu lloc de professor a l'hospital venecià. Al mateix temps, també va exercir com a compositor per al "Pio Ospedale della Pietà". L'últim any de la seva vida va dirigir un grup de músics actius al convent de San Martino de Burano.

## Consideracions sobre l'artista
Lucio va ser principalment un compositor d'òpera. La seva obra més coneguda és sens dubte L'Orontea, atribuïda tradicionalment a Antonio Cesti. Bona part d'aquest treball operístic, la partitura original que s'ha perdut, està present en una col·lecció d'àries del 1655. L'ària de Lucio tan com d'estil i forma s'assembla a la del Francesco Cavalli contemporani i més conegut, no obstant la música de Lucio es caracteritza per línies melòdiques angulars i és més propens a l'harmònia cromàtica.

## Composicions

### Òperes
Totes les òperes de Lucio, tots els drames de tres actes amb pròleg, es van representar per primera vegada a Venècia.
- L'Orontea (drama musical, llibret de Giacinto Andrea Cicognini, 1649; tradicionalment atribuït a Antonio Cesti)
- Gl'amori di Alessandro Magno i Rossane (drama musical, llibret de Giacinto Andrea Cicognini, 1651)
- Pericles efeminats (drama per a la música, llibret de Giacomo Castoreo, 1653) al Teatre Sant'Apollinare de Venècia
- L'Euridamante (drama real, llibret de Giacomo dall'angelo, 1654) al Teatre San Moisè de Venècia
- Il Medoro (drama per a la música, llibret d'Aurelio Aureli, després de Ludovico Ariosto, 1658) al Teatre Santi Giovanni e Paolo de Venècia

## Altres treballs
- Ecce nunc (salm per a 1 veu i violí)
- Mottetti concertati per a 2-3 veus i continuo, op. 1 (1649, Venècia)
- Mottetti concertati per a 2-3 veus i continuo, op. 2 (1650, Venècia)
- Arie per 1 voce e baso continuo (1655, Venècia)
- 4 arie (1656)
- 4 mottetti